# Цербиг
Цербиг (њем. Zörbig) град је у њемачкој савезној држави Саксонија-Анхалт. Једно је од 10 општинских средишта округа Анхалт-Битерфелд. Према процјени из 2010. у граду је живјело 10.057 становника. Посједује регионалну шифру (AGS) 15082440, NUTS (DEE05) и LOCODE (DE ZBI) код.

## Географски и демографски подаци
Цербиг се налази у савезној држави Саксонија-Анхалт у округу Анхалт-Битерфелд. Град се налази на надморској висини од 89 метара. Површина општине износи 113,5 km². У самом граду је, према процјени из 2010. године, живјело 10.057 становника. Просјечна густина становништва износи 89 становника/km².